# Diermen
Diermen is een agrarisch gebied in de gemeente Putten, in de Nederlandse provincie Gelderland. Het is gelegen aan de noord-westzijde van de provinciale weg tussen Putten en Nijkerk.
Grotendeels bestaat deze buurtschap (want zo wordt dit deel van de gemeente Putten genoemd) uit weiden en akkers. Het is een vrij open gebied. Veel boeren in deze buurtschap weiden hier hun vee. Ook vond in verre vroegere tijden tabaksteelt plaats in deze buurtschap.
In Diermen staat het kasteel Oldenaller. Niet ver daar vandaan stond tevens het kasteel Huis Aller.
In 1918 heeft de buurtschap door overstroming van de Zuiderzee behoorlijk onder water gestaan. De invloed van het zout is grotendeels tenietgedaan door het planten van riet en later weer verbranden hiervan. Ook de adel heeft duidelijk zijn invloed op dit gebied gehad, onder andere de familie van Haersma de With. Een aantal boerderijen zijn ook altijd pachtboerderijen van deze familie geweest en gebleven.
Vanaf de opening van de spoorlijn Utrecht-Zwolle is er een halte met de naam Stopplaats Diermen geweest (enige km ten noorden van Nijkerk, 1863-1926).
Sinds 1909 is hier school met de Bijbel Diermen gevestigd.
Sinds 1985 heeft deze buurt een vereniging, namelijk: 'Buurtvereniging Diermen'.